# Дыминский, Пётр Петрович
Пётр Петрович Дыминский (укр. Петро Петрович Димінський; род. 27 ноября 1954, Кривой Рог, Днепропетровская область) — украинский предприниматель, почётный президент ФК «Карпаты», был народным депутатом Украины IV созыва.
Имеет репутацию львовского «серого кардинала» и «галицкого олигарха», считается самым богатым человеком Западной Украины, но публичной информации о его бизнесе и размерах состояния нет.

## Биография
Пётр Дыминский родился в шахтёрской семье. В юности профессионально занимался футболом. В 1972 году после окончания детской школы футбольной команды «Кривбасс» (Кривой Рог) он два года выступал за дубль этого клуба, а впоследствии за «Шахтёр» из Червонограда.
Трудовую деятельность начал в 1975 году горным рабочим на шахтах ПО «Кривбассруда», работая сначала на шахте «Южная», позже на «Центральной». Параллельно учился в Криворожском горнорудном институте по специальности «горный инженер». В 1977 году, получив диплом, переехал во Львовскую область, поступив на работу в ПО «Укрзападуголь» в Червонограде. Был на шахте им. Ленинского комсомола подземным горным мастером, затем и. о. начальника и начальником подземного добывающего участка.
В 1982 году назначен начальником смены, позже главным инженером шахты № 10 «Великомостовская» ПО «Укрзападуголь». В 1987 году возглавил шахту № 10 «Великомостовская» ПО «Укрзападуголь».
В 1992—1995 годы — технический директор украинско-польского СП «Галметалл». В период с 1998 по 2002 годы был президентом киевского ООО «Европа-2», а также возглавлял совет директоров фирмы «Западпроминвест» и наблюдательный совет ОАО «Нефтеперерабатывающий комплекс — Галичина» в Дрогобыче (владелец 42 % акций).
Летом 2001 года стал президентом футбольного клуба «Карпаты» (Львов), владельцем которого являлся.
По итогам рассмотрения дела о договорном матче «Карпаты» — «Металлист» сезона УПЛ 2007/2008 Спортивный арбитражный суд Лозанны дисквалифицировал на один год Дыминского.

## Политика
С апреля 2002 по март 2005 года — Народный депутат Украины Верховной рады IV созыва от блока Виктора Ющенко «Наша Украина». Избран по избирательному округу № 122 Львовская область.
Будучи беспартийным депутатом 15 мая 2005 года вошёл во фракцию «Наша Украина». С 26 ноября 2002 года был внефракционным депутатом, а 22 мая 2003 года вошёл во фракцию «Регионы Украины» Партии регионов.
Был членом Комитета Верховной рады Украины по вопросам топливно-энергетического комплекса, ядерной политики и ядерной безопасности. Входил во Временную следственную комиссию Верховной рады Украины для выяснения обстоятельств совершения неправомерных действий работниками налоговой службы, которые привели к остановке работы ОАО «НПК-Галичина» (Дрогобыч), а также выяснения причин, обусловили приостановление работы Закрытого акционерного общества «Транснациональная финансово-промышленная нефтяная компания „Укртатнафта“» (Кременчуг). Участвовал в работе групп по межпарламентским связям с Японией, Германией, США, РФ, Саудовской Аравией и Великобританией.
Перед парламентскими выборами 2006 года поддержал партию экологического спасения «ЭКО +25 %», где был под № 9 в списке. Партия заняла на выборах 16-е место, набрав 120 238 голосов избирателей (0,47 %) не смогла попасть в Верховную раду.

## Активы и состояние
В разное время Пётр Дыминский был владельцем или совладельцем ОАО «НПК—Галичина» (через ООО «Европа-2»), заведений отдыха и развлечений (в частности, гостиница «Гранд», развлекательный комплекс «Гранд-клуб София» в центре Львова, загородный гостиничный комплекс «Гранд-резорт», диско-клуб «Сплит-Карпаты»), АО «Львовгаз», активов в металлургии, энергетике, пищевой промышленности, банковской сфере, строительстве дорог, объектов недвижимости во Львове и окрестностях. Позднее ОАО «НПК—Галичина» была продана ФПГ «Приват».
В 2011 году занял 95-е место в рейтинге самых влиятельных украинцев по версии журнала «Корреспондент». В декабре 2011 года был включён рейтинг «Фокуса» «200 самых влиятельных украинцев» на 145-м месте. Журнала Forbes Украина в 2012 году оценил состояние Дыминского в $107 млн
По данным на 2012 год Дыминскому принадлежали ФК «Карпаты» (ежегодный бюджет которого составляет от $12 до 14 млн) и ООО «Западная информационная корпорация» (информационное агентство, сайт и телеканал ZIK, газета журналистских расследований «Информатор»). Сам Дыминский по его словам бизнесом не занимается, передоверив управление активами менеджерам.
Согласно совместному журналистскому расследованию Беларусского расследовательского центра, NGL.media, OCCRP и других расследователей, а также Киберпартизан, продажа ZIK прошла через белорусский «Абсолютбанк», принадлежавший бизнесмену Николаю Воробью, а кипрская компания Дыминского вела безуспешные переговоры о покупке «БТА Банка».

## Личная жизнь
Проживает во Львове. Женат, имеет двух дочерей. Братья/сестры: Дыминская Людмила Петровна (проживает в Кропивницком), Дыминский Александр Петрович, Дыминский Николай Петрович, Карамушко Анатолий Семёнович (проживают в Кривом Роге).